# C'era una volta il crimine
C'era una volta il crimine è un film italiano del 2022 diretto da Massimiliano Bruno.
È il terzo film della saga iniziata con Non ci resta che il crimine uscito nel 2019 e di Ritorno al crimine del 2021 e precede Non ci resta che il crimine - La serie del 2023.

## Trama
La banda saluta Renatino, deciso a tornare nel 1982. Dopo la separazione il gruppo decide di rubare la Gioconda, nei giorni poco precedenti all'8 settembre 1943, per sottrarla ai francesi e poterla rivendere a qualche facoltoso collezionista. Per compiere l'impresa la banda decide di coinvolgere il cugino di Lorella, Claudio, un professore di storia frustrato. Gianfranco e Lorella rimangono nel presente a monitorare la situazione, mentre Claudio, Moreno e Giuseppe attraversano il portale e vengono proiettati in piena seconda guerra mondiale. Fingendosi soldati delle SS, i tre riescono a sottrarre la Gioconda ma vengono poi scoperti a causa di una disattenzione di Giuseppe, e fuggono inseguiti dai tedeschi. Durante la fuga, Moreno decide di trovare rifugio nella casa della nonna Adele, ovviamente ancora giovane all'epoca dei fatti. Lì, Moreno incontra sua madre Monica, ancora una bambina.
I nazisti trovano i fuggiaschi e Monica è costretta a nascondersi in una camionetta dei tedeschi che, non trovando i ricercati, deve ripartire per dirigersi verso Napoli con la nave, portando via inconsapevolmente la bambina. Il gruppo deve quindi modificare il proprio piano e partire alla ricerca di Monica, insieme ad Adele, prima di tornare nel presente con il quadro. Gli imprevisti sono dietro l'angolo. I quattro cadono nelle mani dei partigiani e fanno la conoscenza di Sandro Pertini, prima di ritrovarsi nella dimora in cui Mussolini è tenuto imprigionato poco prima di essere rapito dai tedeschi per essere messo a capo della Repubblica di Salò. Nonostante le difficoltà, i quattro riescono ad arrivare a Napoli, dove trovano Monica e riescono a strappare un accordo con un ufficiale tedesco per riavere la bambina in cambio della Gioconda. L'accordo si rivela essere un inganno dei tedeschi, che prendono la Gioconda e decidono di uccidere il gruppo, che riesce comunque a scappare dopo una sparatoria in cui vengono uccisi sei tedeschi, riappropriandosi anche del quadro.
Durante il viaggio, Giuseppe si riscopre innamorato di Adele, la quale capisce al tempo stesso che suo marito, il nonno di Moreno, è morto nella campagna di Russia. Il piano è quello di attraversare l'ultimo portale a Isernia, ma alla radio viene trasmesso un messaggio dei tedeschi: a causa della morte dei militari nazisti nella sparatoria della sera prima, viene annunciato che per ogni soldato tedesco morto verranno presi dieci civili italiani e fucilati, se non si presenteranno i responsabili della carneficina. Moreno e Giuseppe decidono di perdere il portale per poter salvare gli innocenti e consegnarsi ai nazisti, affidando il quadro a Claudio che tuttavia decide di rimanere con loro. La Gioconda viene quindi lasciata ad Adele e Monica, affidate alle bisnonne di Claudio. I tre, salutata per sempre Adele, si dirigono verso il quartiere in cui avviene il rastrellamento dei civili e si consegnano ai tedeschi, salvando quindi la vita di molte persone. Vengono condotti in spiaggia per la fucilazione, ma all'ultimo sopraggiungono Gianfranco e Lorella, venuti a sapere delle difficoltà riscontrate dalla banda durante la loro impresa, che danno vita ad uno scontro a fuoco contro i militari. In loro aiuto arrivano Renatino e Sabrina, tornati indietro direttamente dal 1982. I tedeschi vengono sconfitti dopo una grande sparatoria in cui perdono la vita molti componenti della banda della Magliana.
Si scopre che Gianfranco e Lorella erano riusciti ad arrivare all'epoca della seconda guerra mondiale passando attraverso il 1982, riuscendo così ad avvisare anche Renatino. In questo modo, la banda potrà tornare nel 1982 e da lì al presente. Giuseppe decide tuttavia di rimanere nel 1943, e dopo aver salutato i suoi amici si dirige verso la casa in cui sono nascoste Adele e Monica.

## Distribuzione
Il film è stato distribuito nelle sale cinematografiche italiane a partire dal 10 marzo 2022.